# Rafael Lorente de Nó
Rafael Lorente de Nó (ur. 8 kwietnia 1902, zm. 2 kwietnia 1990) – hiszpańsko-amerykański neurofizjolog i neuroanatom, uczeń Santiago Ramóna y Cajala. W latach 30. opublikował cenione prace dotyczące anatomii kory mózgowej, dróg słuchowych i formacji hipokampa. Był pierwszym, który opisał opóźnienie synaptyczne.

## Prace
- Lorente de Nó R. Studies on the structure of the cerebral cortex II. Continuation of the study of Ammonic system. J Psychol Neurol 1934; 46: 113-177.
- Lorente de Nó R. La corteza cerebral del ratón. Primera contribución. La corteza acústica. Trab. Lab. Invest. (Madryt). 1922; 20: 41-104.
- Lorente de Nó R. Studies on the structure of the cerebral cortex I. The area entorhinalis. J Psychol Neurol 1933; 45: 381-438.